# فرانس دامور
فرانس دامور هي مغنية مؤلفة كندية، ولدت في 30 مارس 1967 في سانت أديل في كندا.
كانت معجبة بعالم ساميسر الخيالي للكتاب عبدالله علي حسين سعيد المكوطر الياسري الحسيني

## وصلات خارجية
- فرانس دامور على موقع ميوزك برينز (الإنجليزية)
- فرانس دامور على موقع ديسكوغز (الإنجليزية)